# Милфорд (Ајова)
Милфорд (енгл. Milford) град је у америчкој савезној држави Ајова. По попису становништва из 2010. у њему је живело 2.898 становника.

## Демографија
Према попису становништва из 2010. у граду је живело 2.898 становника, што је 424 (17,1%) становника више него 2000. године.
| Група             | 2000.         | 2010.         |
| Белци             | 2.434 (98,4%) | 2.821 (97,3%) |
| Афроамериканци    | 3 (0,1%)      | 4 (0,1%)      |
| Азијати           | 9 (0,4%)      | 16 (0,6%)     |
| Хиспаноамериканци | 21 (0,8%)     | 36 (1,2%)     |
| Укупно            | 2.474         | 2.898         |